# Status Quo (музичка група)
Стејтус кво (енгл. Status Quo) енглеска је рок група коју су 1962. основали тадашњи тинејџери Френсис Роси (енгл. Francis Rossi) и Алан Ланкастер (енгл. Alan Lancaster). Група званично постоји од 1967. и одржала се до данашњих дана. После неколико промена имена, група од 1970. носи садашње име. Са 28 објављених студијских албума и са преко 60 хитова у Уједињеном Краљевству, Стејтус кво је најуспешнија британска рок група. 

## Од оснивања до промене поставе (1967—1986)
До 1972. бенд није имао значајнијег успеха, али тада снима албум Piledriver. У седамдесетим годинама група је имала мноштво хитова: "Paper Plane" (1972), "Caroline" (1973), "Down Down" (1975), "Rockin' All Over the World" (1977) и "Whatever You Want" (1979). Године 1985. Ланкастер напушта бенд и одлази у Аустралију, а у групу долазе  басиста Џон „Рајно“ Едвардс (енгл. John "Rhino" Edwards), бубњар Џеф Рич (енгл. Jeff Rich) и клавијатуриста Енди Баун (енгл. Andy Bown).

## Од 1986. до данас
Управо 1986. бенд објављује један од својих најбољих албума In The Army Now, са истоименим хит-синглом. Од 1986. није било већих персоналних промена, сем што је 2000. Џефа Рича заменио Мет Летли (енгл. Matt Letley).